# کمک‌هزینه سفر (رمان)
کمک هزینه تحصیلی (فرانسوی: Bourses de voyage‎) یک رمان ماجراجویانه اثر نویسنده فرانسوی ژول ورن می‌باشد که در سال ۱۹۰۳ منتشر شد. این رمان ماجراجویی جدید کاپیتان هری مارکل در اقیانوس اطلس را بیان می‌کند.